# Strangalia insularis
Strangalia insularis là một loài bọ cánh cứng trong họ Cerambycidae.